# Heidi, děvčátko z hor (film)
Heidi, děvčátko z hor je americký rodinný film z roku 1993 natočený podle stejnojmenné předlohy švýcarské spisovatelky Johanny Spyri.